# Ignacio Sayú
Ignacio Sayú Hardy (ur. 1 lutego 1966) – kubański judoka. Olimpijczyk z Barcelony 1992, gdzie zajął 22. miejsce w wadze lekkiej.
Uczestnik mistrzostw świata w 1987. Startował w Pucharze Świata w 1992. Brązowy medalista igrzysk panamerykańskich w 1987. Triumfator igrzysk Ameryki Środkowej i Karaibów w 1986 i 1990. Wygrał mistrzostwa panamerykańskie w 1985 i trzeci w  1988 roku. 

## Letnie Igrzyska Olimpijskie 1992
| Konkurencja | Eliminacje            | Klas. końcowa |
| Konkurencja | Przeciwnik I          | Miejsce       |
| ----------- | --------------------- | ------------- |
| 71 kg       | Wiesław Błach (POL) P | 22.           |